# On (snooker)
On (ang. dostępne) − określenie snookerowe, oznaczające wszystkie bile na stole, które zagrywający zawodnik może zaliczyć poprzez bezpośrednie uderzenie w nie - np. bile czerwone (znajdujące się na obrzeżach trójkąta) na stole w momencie, gdy zawodnik otwiera frame'a. 